# Leptoseps osellai
Leptoseps osellai är en ödleart som beskrevs av  Böhme 1981. Leptoseps osellai ingår i släktet Leptoseps och familjen skinkar.
Artens utbredningsområde är Thailand. Inga underarter finns listade i Catalogue of Life.